# Неоконченная повесть
«Неоко́нченная по́весть» — советский художественный фильм, мелодрама, снят режиссёром Фридрихом Эрмлером, 1955 год.

## Краткое содержание
Талантливого кораблестроителя Юрия Ершова настигла беда — после несчастного случая ему парализовало ноги и он прикован к кровати. Но Ершов не сдаётся, продолжает активно жить и работать. И каждое утро с нетерпением ждёт прихода участкового врача Елизаветы Муромцевой. Елизавета Максимовна — вдова, полностью отдаёт себя своей профессии. Сильное чувство, возникшее между больным и врачом, помогает сотворить чудо, и Ершов начинает ходить.

## В ролях
- Элина Быстрицкая — Елизавета Максимовна Муромцева, участковый врач
- Сергей Бондарчук — Юрий Сергеевич Ершов, главный конструктор Балтийского завода
- Софья Гиацинтова — Анна Константиновна, мать Ершова
- Евгений Самойлов — Александр Денисович Аганин, врач-невропатолог
- Евгений Лебедев — Фёдор Иванович, секретарь райкома
- Александр Лариков — Спирин-дед
- Герман Хованов — Василий Спирин, отец Настеньки
- Юрий Толубеев — Николай Николаевич Сладков, ведущий инженер
- Эраст Гарин — Колосков, женский парикмахер
- Антонина Богданова — тётя Поля
- Владимир Воронов — Пономарёв, пациент
- Сергей Дворецкий — Сергей Андреев, студент
- Ольга Заботкина — Надя, студентка
- Сергей Карнович-Валуа — Валентин Осипович, профессор
- Борис Лёскин — симулянт
- Владимир Чобур — директор завода
- Юрий Бубликов — главный инженер завода
- Глеб Селянин — Володя, студент
- Валентина Чемберг — мать больного
- Таня Хоришко — Настенька (нет в титрах)
- Ариадна Кузнецова — выпускница (нет в титрах)

## Съёмочная группа
- Автор сценария — Константин Исаев
- Режиссёр — Фридрих Эрмлер
- Оператор — Анатолий Назаров
- Художники — Белла Маневич, Исаак Каплан
- Композитор — Гавриил Попов
- Директор картины — Тамара Самознаева

## Дополнительная информация
- В фильме прозвучала музыка П. И. Чайковского.